# 中国驻沙特阿拉伯大使馆
中华人民共和国驻沙特阿拉伯王国大使馆（阿拉伯语：سفارة جمهورية الصين الشعبية لدى الْمَمْلَكَة العَرَبيَّة السَّعُودِيَّة），简称中国驻沙特阿拉伯大使馆，是中华人民共和国驻沙特阿拉伯王国的外交代表机构。

## 历史沿革
中国驻沙特阿拉伯大使馆前身是1989年成立的中国驻沙特阿拉伯商务代表处。1990年7月，两国建交，商务代表处升格为大使馆。

## 机构设置
根据有关规定，中国驻沙特阿拉伯大使馆设置下列机构：

### 内设机构
- 政治处
- 领侨处
- 武官处
- 新闻和公共外交处（使馆发言人办公室）
- 经商处
- 办公室

### 总领事馆
- 中国驻吉达总领事馆